# Clara Thompsonová
Clara Thompsonová (3. října 1893 – 20. prosince 1958) byla americká psychoanalytička, která bývá někdy považována za zakladatelku tzv. interpersonální psychoanalýzy. Analyzována byla Sándorem Ferenczim, který ji velmi ovlivnil svým důrazem na "analýzu tady a teď" a dokonce občasnými pokusy o vzájemnou analýzu pacienta a analytika. Velký vliv na ní mělo též učení Harryho Stack Sullivana, duchovního otce interpersonální psychoanalýzy. Také úzce spolupracovala s Erichem Frommem a přijala od něj důraz na to, že nevědomí je sociálním výtvorem.
Ve svém díle vyzývala, aby se psychoanalytik během psychoanalýzy více soustředil na přítomnost a nikoli na minulost. Klíčovou se pro ni stala otázka tzv. protipřenosu, tedy pocitů analytika vůči pacientovi. Freud definoval protipřenos jako chybu, proti níž analytik musí u sebe bojovat. Ona však naopak zdůrazňovala, že protipřenos je jedním z klíčových zdrojů analytikova poznání o pacientovi. Analytik by měl dle ní své protipřenosové pocity pacientovi sdělovat a společně by je měli interpretovat. Podle ní by analytik neměl být neutrální a nezaujatý, jak vyžadoval Freud, ale naopak angažovaný a spoluprožívající.
Polemizovala též s Freudovými názory na ženskou závist penisu. Dívka podle ní závidí chlapci penis nikoli proto, že by mužskou anatomii považovala za více hodnotnou, ale protože cítí, že chlapci jsou v patriarchální společnosti reálně zvýhodňováni a přisuzuje to symbolicky penisu. Podle ní kastrační drama dívky neprožívají ani tak v raném dětství, jak tvrdil Freud, ale především v pubertě a adolescenci, kdy nejvíce pociťují sociální méněcennost ženy.